# Gumijevac
Gumijevac (Indijska smokva gumovača, lat. Ficus elastica) jest korisno, vazdazeleno drvo iz porodice dudovki porijeklom iz Indije i susjednih država, Nepal, Butan, Burma, Kina, Malezija i Indonezija, danas naturalizirana na Šri Lanki, Antilima i Floridi.
Naraste 30 do 40 metara visine.

## Vanjske poveznice
|  | Zajednički poslužitelj ima još gradiva o temi Ficus elastica |
|  | Wikivrste imaju podatke o taksonu Ficus elastica             |